# Sublime (radio)
Pour les articles homonymes, voir Sublime (homonymie).

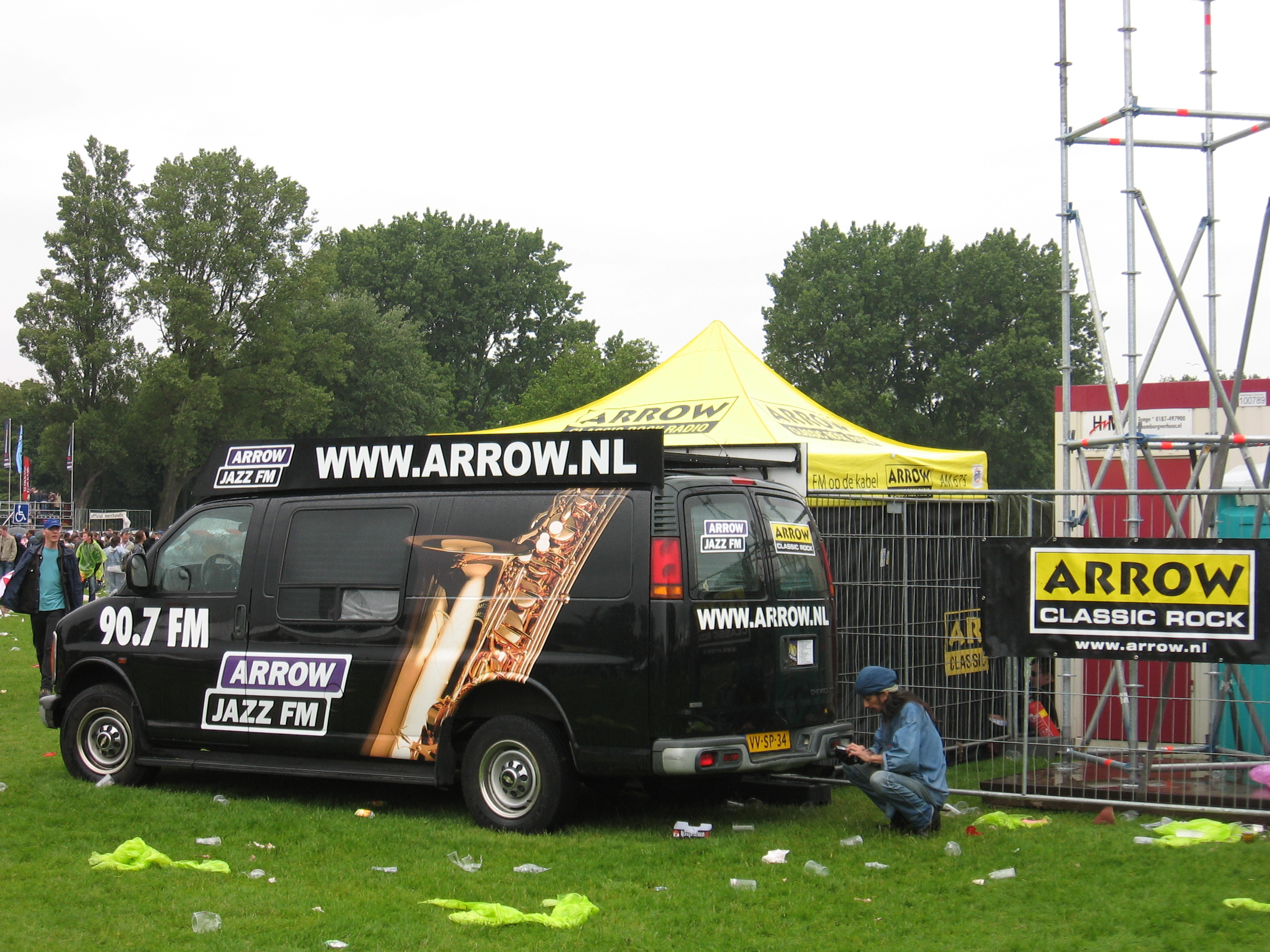
Une camionnette d'Arrow Jazz FM en 2007 à Parkpop

Sublime (anciennement Sublime FM, Arrow Jazz FM) est une station de radio privée néerlandaise, appartenant au groupe Exceed Jazz. Elle était la station-sœur de Arrow Classic Rock (en). 
Sublime est principalement consacrée au jazz mais aussi au smooth jazz, lounge, soul et au latin jazz.

## Histoire
Le 13 février 2004, les premiers émissions d'essai de la radio débutent, et c'est le 25 mars de la même année que commencent les émissions régulières sous le nom de « Arrow Jazz 90,7 FM ».
En février 2009, Flux Media Factory (l'ancien groupe de Sublime FM) a cessé la diffusion d'Arrow Jazz FM le 11 mars 2009 à minuit sur les fréquences FM à travers les Pays-Bas en raison de 2 millions d'€ d'arriérés de paiement de licence. Le 1er mai, il a été annoncé que la station a fait faillite. Le 7 août 2009, il a été annoncé que la station de jazz redémarra. 
En novembre 2010, Flux Media Factory vend Arrow Jazz FM à Exceed Jazz. Flux Media Factory reste cependant responsable de la production et la distribution internationale de la station.
Le 4 novembre 2012, Arrow Jazz FM a été renommé et diffuse dès lors sous le nom de « Sublime FM ».
Le 22 février 2018, la station change à nouveau de nom en enlevant le suffixe « FM », devenant « Sublime ».

## Identité visuelle

### Logos

#### Arrow Jazz FM

Logo de Arrow 90.7 FM du 25 mars 2004 à 2005
Logo de Arrow 90.7 FM de 2005 à juin 2007
Logo de Arrow Jazz FM de juin 2007 à mai 2012
Dernier logo de Arrow Jazz FM de mai 2012 au 4 novembre 2012

#### Sublime

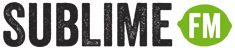
Logo de Sublime FM du 4 novembre 2012 au 22 février 2018
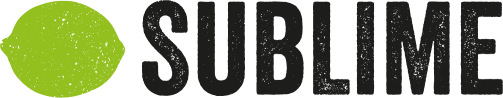
Logo de Sublime depuis le 22 février 2018

### Slogans
- De 2004 à 2005 : « Smooth Jazz »
- De 2005 à mai 2012 : « Cool, Funky Jazz »
- De mai 2012 à novembre 2012 : « Just Good Music » (« Que de la bonne musique »)
- De novembre 2012 à février 2013: « Juice Up! » (« Rechargez ! »)
- De février 2013 au 22 février 2018 : « Fresh, Jazzy Sounds! » (« Des sons frais et jazzy ! »)
- Depuis le 22 février 2018 : « Join the Groove » (« Rejoignez le groove »)